# Báo hoa mai Ả Rập
Báo hoa mai Ả Rập (danh pháp ba phần: Panthera pardus nimr) là một phân loài của báo hoa mai bản địa bán đảo Ả Rập và được phân loại là loài cực kỳ nguy cấp bởi IUCN kể từ năm 1996. Ít hơn 200 cá thể hoang dã đã được ước tính là còn sống vào năm 2006. Dân số gồm ít hơn 250 cá thể trưởng thành và phân phân mảnh nghiêm trọng. Quần xã đang bị cô lập và không được lớn hơn 50 cá thể trưởng thành. Dân số được cho là giảm liên tục. Đây là phân loài có kích thước nhỏ rất trong số các loài báo hoa mai, cá thể đực chỉ nặng khoảng 30 kg, con cái nặng khoảng 20 kg tương tương với một con chó cở vừa.

## Đặc điểm
Báo hoa mai Ả Rập chủ yếu hoạt động về đêm, nhưng đôi khi cũng được nhìn thấy trong ánh sáng ban ngày. Chúng dường như tập trung bắt con mồi kích thước vừa và nhỏ, và thường lưu trữ thịt những con mồi lớn trong các hang ổ nhưng không phải trong cây. Phân tích cho thấy rằng chúng ăn chủ yếu bao gồm linh dương gazelle Ả rập, dê núi Nubia, thỏ, Procavia capensis, nhím, Paraechinus aethiopicus, động vật gặm nhấm nhỏ, chim, và côn trùng. Do người dân địa phương làm giảm số lượng quần thể động vật móng guốc, báo Ả Rập buộc phải thay đổi chế độ ăn sang con mồi nhỏ hơn và vật nuôi như dê, cừu, lạc đà và lừa non.
Thông tin về sinh thái và hành vi của báo hoa mai Ả Rập trong tự nhiên là rất hạn chế.
Một báo từ sa mạc Judea được cho là động đực trong tháng Ba. Thời gian mang thai 13 tuần, con cái đẻ 2-4 con trong một hốc giữa những tảng đá hay trong hang đào. Báo con sinh ra chưa mở mắt, 4-9 ngày sau mới mở mắt. Đàn báo con ra khỏi hang lần đầu tiên lúc 1 tháng tuổi. Báo con cai sữa lúc khoảng 3 tháng tuổi và ở với báo mẹ cho đến 2 năm.